# Bernardsville
Bernardsville è un comune degli Stati Uniti d'America, nella contea di Somerset, nello Stato del New Jersey.